# Victoria Cougars
Victoria Cougars byl profesionální kanadský klub ledního hokeje, který sídlil ve Victorii v provincii Britská Kolumbie. V letech 1924–1926 působil v profesionální soutěži Western Canada Hockey League. Své domácí zápasy odehrával v hale Patrick Arena s kapacitou 4 000 diváků. Klubové barvy byly světle modrá a bílá.
V roce 1926 byl klub prodán do Detroitu, kde byl založen nový klub Detroit Cougars (z frančízy později vytvořeny Detroit Red Wings).

## Historické názvy
Zdroj: 
- 1911 – Victoria Senators
- 1913 – Victoria Aristocrats
- 1916 – Spokane Canaries
- 1918 – Victoria Aristocrats
- 1922 – Victoria Cougars

## Úspěchy
- Vítěz Stanley Cupu ( 1× )
  - 1924/25

## Umístění v jednotlivých sezonách
Stručný přehled
Zdroj: 
- 1912–1924: Pacific Coast Hockey Association
- 1924–1926: Western Canada Hockey League

Jednotlivé ročníky
Zdroj: 
Legenda: Z – zápasy, V – výhry, VP – výhry v prodloužení, R – remízy, P – porážky, PP – porážky v prodloužení, VG – vstřelené góly, OG – obdržené góly, +/- – rozdíl skóre, B – body, KPW – Konference Prince z Walesu, CK – Campbellova konference, ZK – Západní konference, VK – Východní konference, fialové podbarvení – reorganizace, změna skupiny či soutěže
| USA / Kanada (1912 – 1926) |      |        |                                            |                                            |                                            |                                            |                                            |                                            |                                            |                                            |                                            |                                            |        |             |
| Sezóny                     | Liga | Úroveň | Z                                          | V                                          | VP                                         | R                                          | PP                                         | P                                          | VG                                         | OG                                         | +/-                                        | B                                          | Pozice | Play-off    |
| 1912                       | PCHA | –      | 16                                         | 7                                          | –                                          | 0                                          | –                                          | 9                                          | 81                                         | 90                                         | -9                                         | 14                                         | 3.     | –           |
| 1912/13                    | PCHA | –      | 15                                         | 10                                         | –                                          | 0                                          | –                                          | 5                                          | 68                                         | 56                                         | +12                                        | 20                                         | 1.     | –           |
| 1913/14                    | PCHA | –      | 15                                         | 10                                         | –                                          | 0                                          | –                                          | 5                                          | 80                                         | 67                                         | +13                                        | 20                                         | 1.     | Finále SC   |
| 1914/15                    | PCHA | –      | 17                                         | 4                                          | –                                          | 0                                          | –                                          | 13                                         | 64                                         | 116                                        | -52                                        | 8                                          | 3.     | –           |
| 1915/16                    | PCHA | –      | 18                                         | 5                                          | –                                          | 0                                          | –                                          | 13                                         | 74                                         | 102                                        | -28                                        | 10                                         | 4.     | –           |
| 1916/17                    | PCHA | –      | 23                                         | 8                                          | –                                          | 0                                          | –                                          | 15                                         | 89                                         | 143                                        | -54                                        | 16                                         | 4.     | –           |
| 1917/18                    | PCHA | –      | Klub se v této sezóně soutěže nezúčastnil. | Klub se v této sezóně soutěže nezúčastnil. | Klub se v této sezóně soutěže nezúčastnil. | Klub se v této sezóně soutěže nezúčastnil. | Klub se v této sezóně soutěže nezúčastnil. | Klub se v této sezóně soutěže nezúčastnil. | Klub se v této sezóně soutěže nezúčastnil. | Klub se v této sezóně soutěže nezúčastnil. | Klub se v této sezóně soutěže nezúčastnil. | Klub se v této sezóně soutěže nezúčastnil. | –.     |             |
| 1919                       | PCHA | –      | 20                                         | 7                                          | –                                          | 0                                          | –                                          | 13                                         | 44                                         | 81                                         | -37                                        | 14                                         | 3.     | –           |
| 1919/20                    | PCHA | –      | 22                                         | 10                                         | –                                          | 0                                          | –                                          | 12                                         | 57                                         | 71                                         | -14                                        | 20                                         | 3.     | –           |
| 1920/21                    | PCHA | –      | 24                                         | 10                                         | –                                          | 1                                          | –                                          | 13                                         | 72                                         | 88                                         | -16                                        | 21                                         | 3.     | –           |
| 1921/22                    | PCHA | –      | 24                                         | 11                                         | –                                          | 1                                          | –                                          | 12                                         | 61                                         | 71                                         | -10                                        | 23                                         | 3.     | –           |
| 1922/23                    | PCHA | –      | 29                                         | 16                                         | –                                          | 0                                          | –                                          | 13                                         | 89                                         | 81                                         | +9                                         | 32                                         | 2.     | Finále PCHA |
| 1923/24                    | PCHA | –      | 30                                         | 11                                         | –                                          | 1                                          | –                                          | 18                                         | 78                                         | 103                                        | -25                                        | 23                                         | 3.     | –           |
| 1924/25                    | WCHL | –      | 28                                         | 16                                         | –                                          | 0                                          | –                                          | 12                                         | 84                                         | 63                                         | +21                                        | 32                                         | 3.     | Vítěz SC    |
| 1925/26                    | WCHL | –      | 30                                         | 15                                         | –                                          | 4                                          | –                                          | 11                                         | 68                                         | 53                                         | +15                                        | 34                                         | 3.     | Finále SC   |